# Croissant (linguistique)
Pour les articles homonymes, voir Croissant.
Le Croissant (autonyme : Le Croissant) est une aire linguistique de transition entre la langue occitane et la langue d'oïl située dans le centre de la France,.
Les parlers occitans et de langue d'oïl s'y rejoignent et s'y mélangent pour y former une langue intermédiaire entre ces deux ensembles linguistiques,.
Le nom fait référence aux contours de cette zone qui évoquent un croissant. Le premier auteur qui a utilisé le terme de Croissant fut le linguiste Jules Ronjat, dans sa thèse de 1913.
Deux grands dialectes croissantais s'y trouvent. Le marchois, qui se rapproche davantage du limousin, à l'ouest va du Confolentais (Charente) jusqu'à Montluçon et sa région (ouest de l'Allier/Gorges du Cher) en passant par le nord de la Creuse et Guéret,,,. Les deux-tiers est du Bourbonnais méridional forment, quant à eux, le bourbonnais du Croissant au sens strict, centrés autour de Chantelle et Vichy, et reçoivent des influences du francoprovençal.

## Le territoire
Le territoire du Croissant a approximativement la forme d'un croissant effilé qui rejoint la vallée de la Tardoire en Charente à l'ouest, aux Monts de la Madeleine dans le département de l'Allier à l'est. Ce croissant est très fin entre sa pointe occidentale et Le Dorat (entre 10 et 15 km de large), et s'élargit ensuite jusqu'à l'est : entre 30 km (au niveau de Guéret) et 50 km (au niveau de Montluçon).
- Principales (par la population) communes comprises dans la zone :
  - Charente : Saint-Claud, Champagne-Mouton
  - Vienne : Pressac, Availles-Limouzine
  - Haute-Vienne : Bussière-Poitevine, Le Dorat, Magnac-Laval, Saint-Sulpice-les-Feuilles
  - Indre : Saint-Benoît-du-Sault, Lourdoueix-Saint-Michel, Éguzon-Chantôme
  - Creuse : La Souterraine, Chambon-sur-Voueize, Crozant, Guéret, Dun-le-Palestel, Genouillac, Bonnat, Boussac.
  - Cher : Préveranges et Saint-Priest-la-Marche.
  - Puy-de-Dôme : Menat, Pionsat, Montaigut, Saint-Éloy-les-Mines, Randan.
  - Allier : Montluçon, Néris-les-Bains, Commentry, Gannat, Chantelle, Montmarault, Vichy, Saint-Germain-des-Fossés, Cusset, Le Mayet-de-Montagne, Audes.

Les villes du Croissant les plus importantes sont Guéret, Montluçon et Vichy.

## Classification

### Historiographie

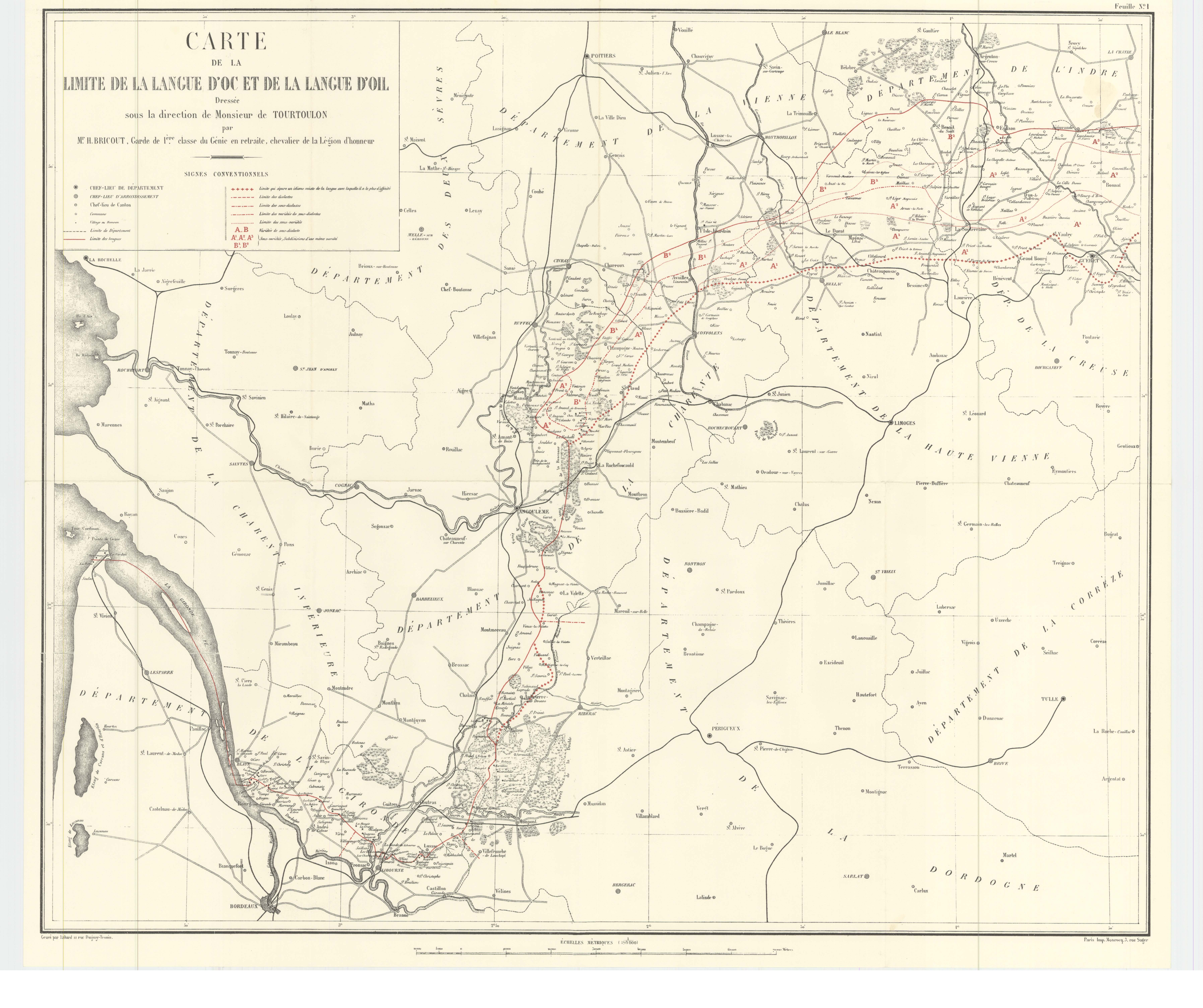
Carte de Tourtoulon et Bringuier, 1875. Les zones A et B sont des sous-dialectes du marchois.

Cette zone linguistique a longtemps été considérée de diverses manières par l'historiographie des XIXe et XXe siècles.
L'Atlas linguistique de la France enregistrait à la fin du XIXe siècle l'intégralité du Croissant comme un espace de langue d'oïl (français).
Pour Tourtoulon et Bringuier, Dahmen, Simone Escoffier et Olivier il s'agit d'un dialecte de langue d'oc de transition avec la langue d'oïl.
Jules Ronjat exprime un avis plus prudent en refusant de dire explicitement si le Croissant relève plus de la langue d'oc ou de la langue d'oïl. Sa carte le montre cependant dans le domaine occitan. Plus récemment, Pierre Bec inclut le Croissant dans le domaine occitan de l'arverno-méditerranéen.
En 2024, l'Atlas sonore des langues régionales de France indique aussi le Croissant comme un dialecte occitan.

### Recherches actuelles
Les années 2010 et 2020 ont vu la création de groupe de recherches universitaires centrées sur les parlers du Croissant (CNRS) et ont permis de mieux comprendre la place linguistique qu'occupe le Croissant. Il est actuellement considéré comme une zone linguistique intermédiaire où les parlers occitans et d'oïl se rejoignent et se mélangent. Ils possèdent des traits communs aux deux langues. 

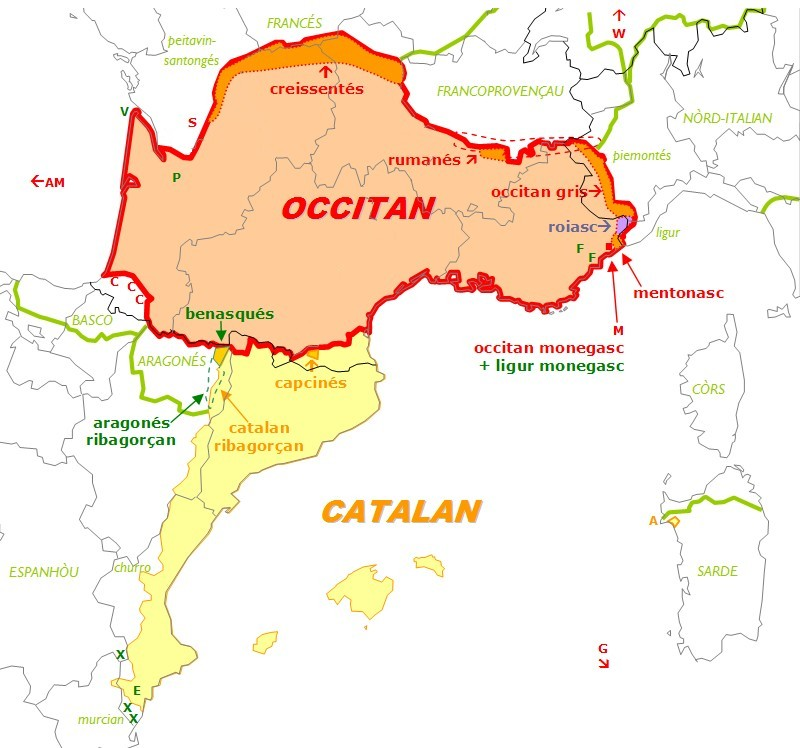
Zones linguistiques de transition des langues occitano-romanes avec leurs voisines romanes selon Domergue Sumien.

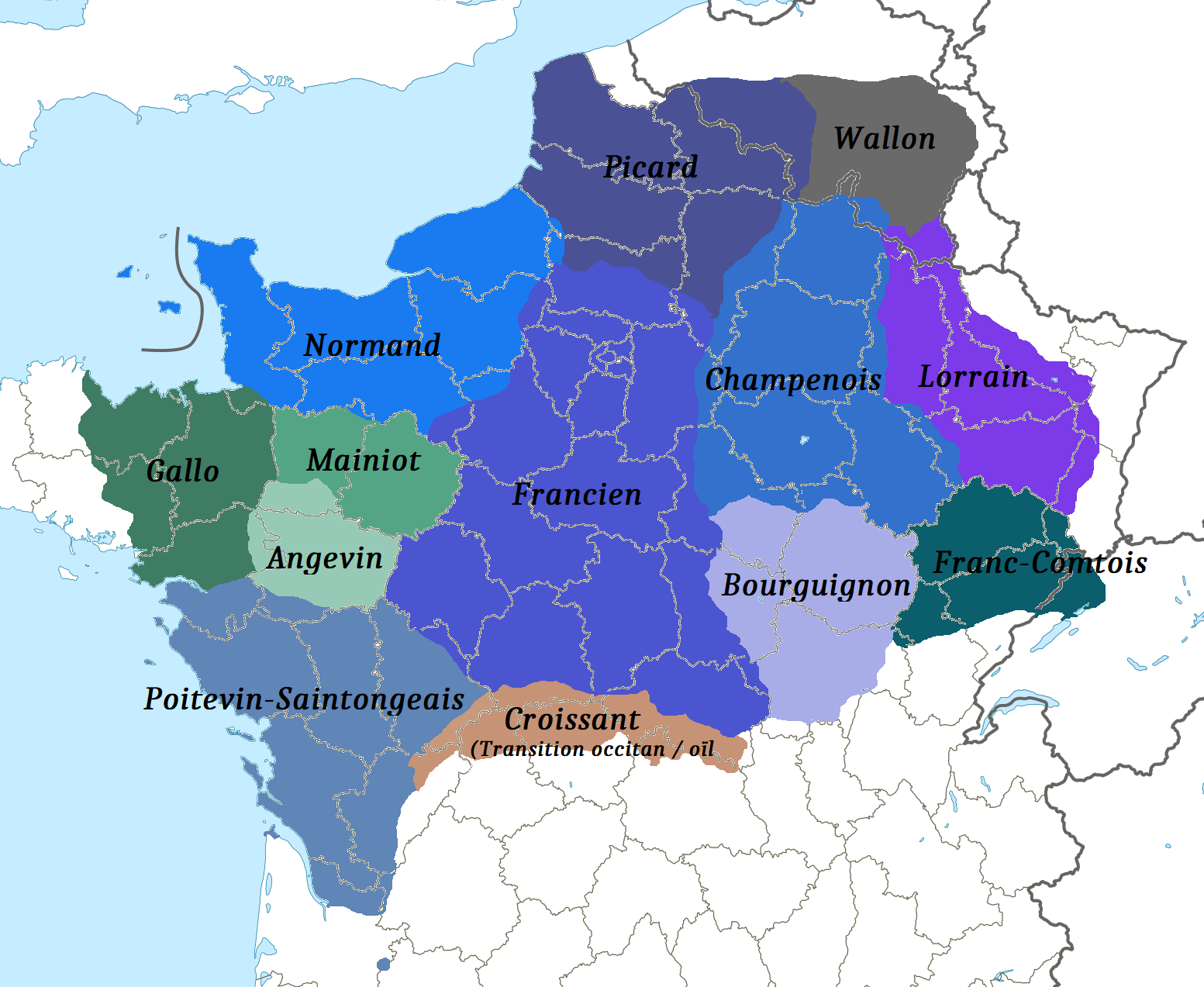
Langues d'oïl et Croissant.

Ils sont néanmoins à l'origine des parlers occitans où s'est exercé depuis plusieurs siècles (Moyen Âge) une très forte influence de la langue d'oïl, ce qui a abouti à leur situation actuelle de transition entre ces deux langues.
L'Atlas des langues régionales de France (CNRS) qui reprend également cette idée. À ce sujet, Nicolas Quint, linguiste, chercheur au CNRS note que « des fois, en cinq kilomètres, on change d’univers linguistique. Les conjugaisons, le vocabulaire… Des fois, il y a des points communs, mais il y a quand même beaucoup d’éléments qui changent. Et donc, pour connaître les parlers du Croissant, on n’a pas d’autres choix que d’en décrire autant que l’on peut ».
Guylaine Brun-Trigaud est une des spécialistes de cette aire linguistique et y inclut également les parlers d'oïl avec des traits occitans.

## Évolution historique, territoriale et linguistique

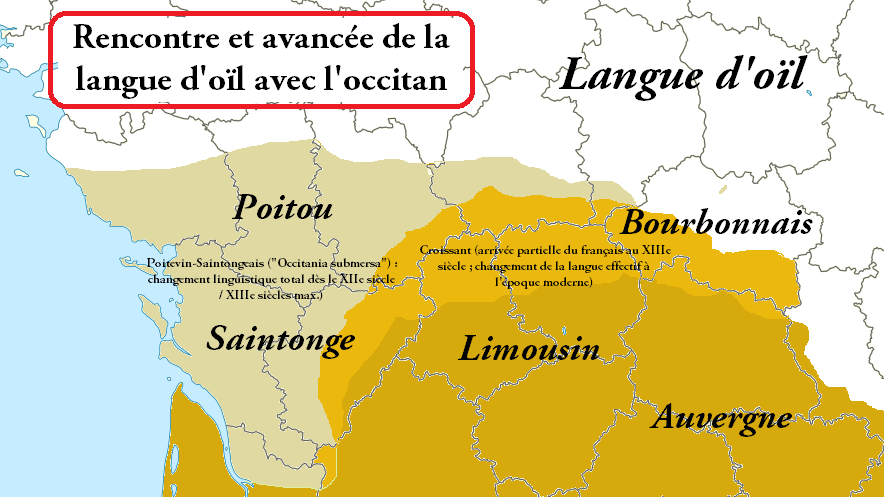
Espace nord-ouest de l'ancien occitan au Moyen Âge. L'arrivée du français se fait de manière très précoce dans les actes médiévaux notamment du Bourbonnais.

Le Croissant existe depuis le Moyen Âge comme l'attestent les dernières recherches. En effet, les influences du français sont anciennes dans le Croissant : dès la seconde moitié du XIIIe siècle, les documents administratifs et juridiques y ont été écrits en français et non dans le dialecte local, aussi bien dans la Marche qu'en Bourbonnais.
Dans ce qui deviendra le Bourbonnais, les premiers documents écrits connus en langue vulgaire sont des actes en français avec quelques formes occitanes insérées, à partir du XIIIe siècle. Il est probable qu'en Berry le Croissant devait se situer plus au nord au Moyen Âge. En ce qui concerne le Bourbonnais, la situation n'a pas beaucoup bougé depuis le Moyen Âge,, le Croissant s'est toutefois déplacé au sud en direction du nord de l'Auvergne mais, encore une fois, dès le Moyen Âge final,.
L'avancée du français (oïl) vers le Croissant est un phénomène long et progressif, il est différent de la désoccitanisation assez rapide du Poitou, de la Saintonge et de l'Angoumois qui se fit entre les XIIe et XVe siècles, due principalement aux repeuplements consécutifs aux ravages de la guerre de Cent Ans.

## Subdivisions dialectologiques

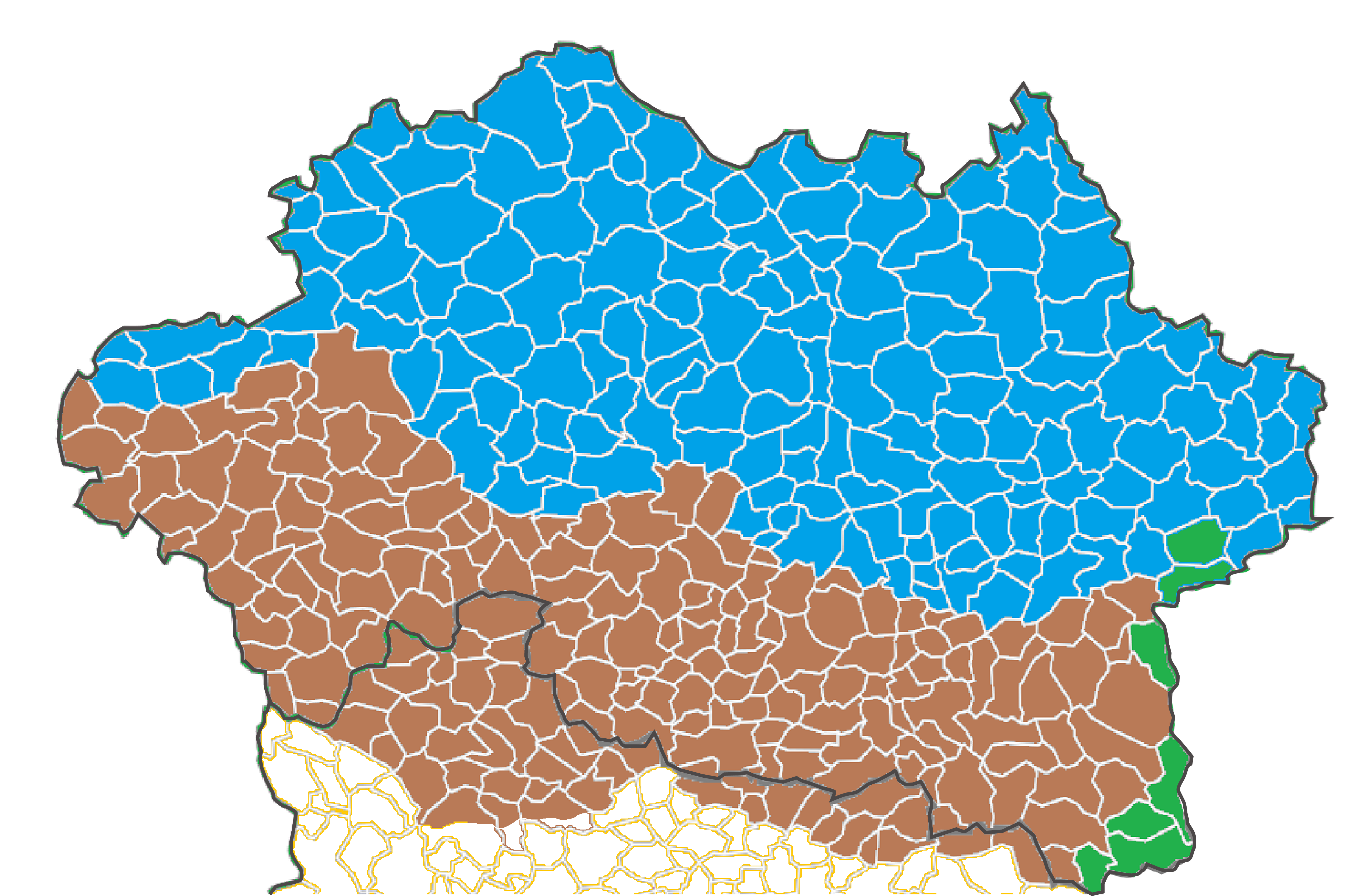
Le Croissant oriental (marron) en Bourbonnais (Atlas sonore des langues régionales, CNRS, 2022).

Les parlers du Croissant sont relativement hétérogènes mais sont souvent généralement découpés en deux « dialectes » différents : le marchois à l'Ouest et le bourbonnais du Croissant à l'est.
- Le marchois est parlé de l'est de la Charente jusqu'à Montluçon et sa région et forme la partie occidentale du Croissant[30]. Il se rapproche plutôt de l'occitan limousin.

- Le bourbonnais du Croissant est quant à lui parlé dans le Sud-Est du département de l'Allier, à partir de la région de Montmarault puis autour de la Limagne bourbonnaise, soit la région de Gannat et Vichy jusqu'à l'ouest de la Montagne bourbonnaise.

## Les traits des parlers du Croissant
Les parlers du Croissant sont assez hétérogènes (selon Ronjat) mais on y trouve à la fois des caractéristiques occitanes et d'oïl : 
- Les traits sont intermédiaires entre occitan et langue d'oïl : prononciation, conjugaisons et vocabulaire présentent des éléments propres aux deux aires linguistiques.
- Les voyelles finales occitanes -a et -e sont souvent remplacées par un ‹ e › comme en français[31]. Ce dernier est d'ailleurs noté à l'écrit, y compris en graphie classique. Par contre il est possible de faire entendre les terminaisons -as [a(:)] et -es [ej/ij] qui peuvent éventuellement attirer l'accent tonique. Malgré ce phénomène, il y a encore des traces de l'accent tonique mobile, qui peut tomber sur l'avant-dernière syllabe d'un mot (mot paroxyton) ou bien sur la dernière syllabe (mot oxyton), contrairement à ce qui se passe en français moderne, où l'accent tonique est toujours sur la dernière syllabe.
- Les recours expressifs (par ex. était fait concurrence à èra), gardent un grand nombre de traits d'oc authentiques et même une grande créativité lexicale et idiomatique (Escoffier).

## Graphies
Plusieurs grands systèmes d'écritures peuvent être utilisées pour écrire les parlers du Croissant car ils peuvent être assimilés aux deux grandes familles linguistiques voisines, langue d'oc et langue d'oïl, et donc utiliser leurs écritures respectives,,. Ces graphies sont encouragées par le groupe de recherche sur les parlers du Croissant (CNRS) :
- L'alphabet phonétique international permet de retranscrire au mieux la langue pour enregistrer les prononciations.
- La graphie occitane classique est celle traditionnelle et utilisée depuis que la langue est écrite au Moyen Âge. Elle possède une adaptation locale précise pour le marchois[31]. Tant dans ce parler que celui bourbonnais le « a » final occitan est fréquemment remplacé par un « e » muet comme en français. Ex. le terme « jornade » (= « journée ») vient remplacer la forme « jornada » des autres dialectes occitans. Cette codification propre à ce dialecte est celle préconisée par l'Institut d'études occitanes et ses sections locales mais aussi le groupe de recherche sur les parlers du Croissant.

- La graphie française peut aussi être utilisée et permet aux locuteurs de transcrire leurs parlers avec l'écriture de la langue française dont ils ont aussi tous connaissance. Le bourbonnais du Croissant étant un dialecte intermédiaire avec la langue d'oïl il peut donc également s'appliquer, d'autant plus que cette graphie permet de souligner les prononciations qui lui sont propres.

### Vidéographie
- [vidéo] « Les Parlers du Croissant », 2020, 39 min, ISHS (CNRS) (consulté le 16 juillet 2023)